# Johann Hunsdorfer (junior)
Johann Hunsdorfer junior (ur. ok. 1875 w Nowej Leśnej, zm. ?) – spiskoniemiecki przewodnik tatrzański, syn Johanna Hunsdorfera seniora, również przewodnika.
Już w 1896 r. pełnił funkcję przewodnika, kiedy z Augustem Otto był na Kieżmarskim Szczycie. Przed 1899 był już przewodnikiem I klasy. Towarzyszył w wyprawach licznym taternikom, wśród których byli Karol Englisch i jego matka Antonina, Karl Jurzyca, Katherine i Maximilian Bröske, Ludwig Koziczinski i Károly Jordán.
Jako pierwszy zdobył liczne szczyty i turnie tatrzańskie. Do jego osiągnięć należą m.in.:
- pierwsze wejścia na Rogatą Turnię, Podufałą Turnię i Żółty Szczyt (1900)
- pierwsze przejście drogi przez Cmentarzysko na Łomnicę (1900)
- pierwsze wejście północną ścianą na Pośrednią Grań (1900), wówczas uważane za jedną z najtrudniejszych dróg w Tatrach
- pierwsze wejście na Wielką Granacką Turnię (1901)
- próby wejścia na Ostry Szczyt, wejście na Przełęcz w Ostrym i południową ścianą na Siodełko Jurzycy (1900–02)

W zimie dokonał m.in. pierwszych przejść przez Lodową Przełęcz i na Wielicką Kopę (1902), uczestniczył w tym roku też w próbie pierwszego zimowego wejścia na Gerlach (przez Żleb Karczmarza, Lawiniastą Przełączkę i grań Małego Gerlacha).
Karol Englisch upamiętnił Hunsdorfera juniora, nadając Białej Ławce niemiecką nazwę Jancsyjoch (Jancsy – węgierskie zdrobnienie imienia Johann), nazwa ta jednak nie przyjęła się.